# Daniele Cavasin
Daniele Cavasin (né le 17 novembre 1988 à Casale sul Sile,) est un coureur cycliste italien, actif dans les années 2000 et 2010.

## Biographie
Daniele Cavasin commence le cyclisme durant sa jeunesse à l'UC Conscio. Bon sprinteur, il s'illustre dans les catégories de jeunes en obtenant de nombreuses victoires. Il remporte notamment une étape du Giro Ciclistico d'Italia en 2011. 
En 2014, il s'impose à neuf reprises et réalise une vingtaine de tops dix. Il évolue ensuite au sein de l'équipe continentale en 2015. Avec cette formation, il termine deuxième d'une étape du Tour de Slovaquie. 

## Palmarès et résultats

### Palmarès par année
- 2006
  - 3e du Trofeo San Rocco
- 2007
  - 3e de la Coppa Fratelli Paravano
- 2009
  - Medaglia d'Oro GS Villorba
- 2010
  - Mémorial Guido Zamperioli
  - 2e de la Coppa Comune di Piubega
  - 3e du Gran Premio Fiera del Riso
  - 3e du Circuito del Pozzo
- 2011
  - 2e étape du Giro Ciclistico d'Italia
  - Mémorial Elia Dal Re
  - 2e du Tour d'Émilie amateurs
- 2012
  - Coppa San Geo
  - Mémorial Antonio Brighenti
- 2013
  - Gran Premio di Roncoleva
  - 3e de la Coppa Caduti di Reda
  - 3e du Gran Premio Fiera del Riso
  - 3e du Trofeo Gianfranco Bianchin
- 2014
  - Grand Prix Ceda
  - Gran Premio Sportivi Chiassa Superiore
  - Parme-La Spezia
  - Gran Premio BCC Alta Padovana
  - Giro dei Tre Ponti
  - 1re étape du Giro delle Valli Cuneesi
  - Gran Premio Ciclistico Arcade
  - Mémorial Vincenzo Mantovani
  - Medaglia d'Oro Fiera di Sommacampagna
  - 2e du Grand Prix De Nardi
  - 2e de la Coppa Caduti di Reda
  - 2e de Pistoia-Fiorano
  - 2e du Circuito Casalnoceto
  - 2e du Circuito Viguzzolese
  - 2e du Trofeo Gianfranco Bianchin
  - 2e du Tour d'Émilie amateurs
  - 3e du Circuito del Termen
  - 3e du Trophée Matteotti amateurs
  - 3e du Trophée de la ville de Conegliano

### Classements mondiaux
| Année           | 2011 | 2012 | 2013 | 2014 | 2015   |
| --------------- | ---- | ---- | ---- | ---- | ------ |
| UCI Europe Tour | 620e |      |      | 899e | 1 039e |